# Asociación Internacional de Teatro Amateur
La Asociación Internacional de Teatro Amateur, conocida por sus siglas AITA/IATA, es una organización no gubernamental de carácter internacional que agrupa a colectivos teatrales de todos los países del mundo. Tiene como objetivo el promover el entendimiento y la educación a través del teatro.
Pueden pertenecer a ella todas aquellas asociaciones de teatro amateur que lo desee, bien mediante una organización de carácter nacional, una federación o confederación de teatro amateur de carácter nacional que ostente el grado de Miembro "Centro Nacional". También existe la posibilidad de vincularse a la AITA/IATA como Asociado. Puede ser Asociados tanto personas físicas a título individual como personas jurídicas (asociaciones, entidades, festivales, etc.).
La Asociación Internacional de Teatro Amateur fue fundada en Bélgica en 1952. En la actualidad tiene asociados de más de 80 países en los cinco continentes, lo que hace da a la AITA/IATA una fuerte relevancia mundial en el teatro aficionado. La secretaría de la asociación tiene su sede el Londres (Reino Unido) .
La Asociación Internacional de Teatro Amateur trabaja en estrecha cooperación con otras organizaciones de teatro mundial como ASSITEJ (Asociación Internacional de Teatro para Niños y Jóvenes), ITI (Instituto Internacional del Teatro), IDEA (Internacional de Drama en la Asociación de Educación), y otras organizaciones. La Asociación se rige por un grupo de voluntarios que se reúnen varias veces al año en diferentes lugares, para coordinar las actividades de la asociación.
La AITA/IATA promueve la cooperación transfronteriza, el enriquecimiento artístico, y un sentimiento de unión universal. Realiza Congresos Mundiales, festivales internacionales, talleres y smposios, publicaciones informativas, cursos de formación, programas para niños y jóvenes, y el patrocinio financiero de eventos culturales transfronterizos. Todo ello bajo la directriz principal del entendimiento universal y la educación a través del teatro.
La AITA/IATA presta especial atención a niños y jóvenes. En 1995 se creó una sección de específica de juventud.

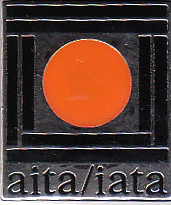
Logo de la AITA/IATA

## Órganos de gobierno
La Asociación de Teatro Amateur se rige por sus órganos de poder. Estos tienen su expresión máxima en la Asamblea General. Los órganos de poder se eligen para un periodo de cuatro años y son los siguientes:

### Asamblea General
La Asamblea General es el órgano supremo de decisión, de ella emanan los comités encargados de ejecutar sus decisiones en cada área.

### Consejo
El Consejo tiene las siguientes funciones:
- Ejecuta las decisiones de la Asamblea General
- Gestiona la administración de la Asociación
- Prepara políticas
- Prepara proyectos
- Prepara programa de propuestas para su examen por el Consejo y la confirmación de la Asamblea General.

El Consejo de la AITA/IATA Archivado el 4 de junio de 2019 en Wayback Machine. está conformado en la actualidad por:
- Presidencia: Béatrice Cellario (Mónaco).
- Vicepresidencia:  Aled Rhys Jones (Gales)
- Vicepresidencia: Rob Van Genechten (Bélgica)
- Consejero Tesorero:  Villy Dall (Dinamarca)[3]
- Consejero: Pierre Cellario (Mónaco)
- Consejero CY Teatro - Infancia y Juventud: Christel Gbaguidi (Bėnin)
- Consejero: Frank Katoola (Uganda)
- Consejero: Carlos Taberneiro (España)

La Secretaria ( cargo técnico  no electo) recae en: Anne Gilmour (Reino Unido)

### Redes de la AITA/IATA
Actualmente la AITA/IATA mantiene en su seno las que antes eran Regiones y que ahora se denominan Redes:
- Centro Regional Asiático (ARC): Izumi Yoshida (Japón)
- Alianza Regional del Caribe (CARA):
- Alianza Regional Centroamericana (CEARA):
- Comité de Europa Central (CEC): Mary Pears  (Irlanda)
- Consejo Internacional de Federaciones Teatrales de la Cultura Latina (CIFTA): Nadia Barcoli (Mónaco)
- Alianza Regional Norteamericana (NARA): Kathleen Maldonado (EE. UU.)
- Alianza Teatral del Norte de Europa (NEATA): Steinar Arnesen (Noruega)
- Alianza Regional Sudamericana (SARA): Guillermo Rodoni  (Argentina)[3]

### Comité Permanente para la Infancia y la Juventud
Dado el especial interés de la AITA/IATA por la Infancia y la Juventud se creó en 1995 el Comité Permanente para la Infancia y la Juventud. Sus miembros para el periodo 2013-2017 son:
- Coordinador: Josef Hollos (Dinamarca)
- Carlos (Tim) Cremata Malberti (Cuba)
- Bernd Ruping (Alemania)
- Ron Dodson (Canadá)
- Ines Skuflic Horvat (Croacia)
- Frank Katoola (Uganda)
- L. Ali Lucky (Bangladés)
- Katharina Pongracz (Austria)
- Giuliana Lanzavecchia  (Italia)[3]

## Eventos

### Festival Mundial de Teatro Infantil
La AITA/IATA organizó el primer Festival Mundial de Teatro Infantil en Lingen, Alemania en 1991. Tiene una periodicidad de dos años y cada cuatro se vuelve a realizar en Lingen, Ha realizado en Toyama Japón en el año 2000, en La Habana, Cuba en el año 2004; en el año 2008 se realizó en Moscú, Rusia con el lema "Los niños son el presente de la Tierra".

### Festival Mundial de teatro juvenil
El primer Festival Mundial de teatro juvenil se llevó a cabo en Austria en 2009. Se busca que el festival se realice en una atmósfera sana, abierta y no competitiva. Se hace hincapié en la relación intercultural en torno a la apreciación de similitudes y diferencias culturales mediante la producción teatral de alta calidad. Cada festival es un foro donde los jóvenes se encuentran no sólo como creadores teatrales, sino también como público de teatro. En ese marco de jóvenes que actúan para sus pares se genera un foro para que los jóvenes conversen entre ellos sobre lo que han visto y se inspiren para futuras producciones.

### Congreso  “Drama en la Educación”
El Congreso de AITA/IATA “Drama en la Educación” se celebró por primera vez en Austria en 1974 y se ha celebrado cada dos años desde esa fecha. Hasta principios de los ’90 fue probablemente el único congreso internacional regular sobre el tema “drama en educación”. 

### Encuentro Internacional de Teatro del Mediterráneo
El primer Encuentro Internacional de Teatro del Mediterráneo se celebró en Barcelona (España) en el año 2006. Desde entonces se realiza anualmente en diferentes países mediterráneos. Se basa en los principios de la AITA/IATA, de promover la comprensión y la educación entre los pueblos y culturas para fomentar el enriquecimiento personal.
El VIII encuero se realizó en noviembre de 2014 en Peligros, Granada (España) y fue gestionado por la Confederación Española de Teatro Amateur (CETA) bajo el lema "Teatro y Revolución Social". Participaron Italia con la obra "Pinocho" de teatro Finestra; Marruecos con al obra "Lacuna" de Comedrama; Francia con la obra "El refugio" de Coté cour Coté jardin; Rumanía con la obra "Ratas de teatro" de Ludic students theatre; Argelia con la obra "El envenenado" de Coop. Cult. Theatre de Setif y España con la obra "Guernica 1913" de Banarte Antzerki Taldea.